# Ceratina hieratica
Ceratina hieratica är en biart som beskrevs av Baker 2002. Ceratina hieratica ingår i släktet märgbin, och familjen långtungebin. Inga underarter finns listade i Catalogue of Life.